# 台中市公車133路
台中市公車133路目前行駛自新烏日車站到朝陽科技大學，由台中客運營運。本路線行經大里區德芳南路，接續德芳路，不行經臺中火車站，與全航客運相同起訖站之158路為不同路權路線。

## 歷史
- 2014年10月1日：通車[1][2][3][4][5][6][7][8][9]。
- 2015年3月1日：增停「文心南路1273巷口」。
- 2015年3月30日~2016年4月26日：配合水利局「大里區仁化路下游雨水下水道改道（第一期）（第二期）」工程交通管制改道，改道情形如下：原直接行駛「仁化路」，工程期間改為「仁化路－至善路－文化街－仁化路」行駛，工程期間原「仁化里」及「仁化慈德路口」暫時不停靠。[10]
- 2016年4月27日：因水利局「大里區仁化路下游雨水下水道改道（第一期）」工程竣工，並恢復原行駛動線及「仁化里」、「仁化慈德路口」站位。
- 2018年7月2日~2019年6月30日：配合臺中市大里區仁化路雨水下水道改善後續工程（第二期），取消停靠「仁化慈德路口」、「仁化里」站，原仁化路動線調整為「仁化路－至善路－文化街－仁化路」並停靠「成功國中」、「文化公園」臨時站，俟工程完工後，再恢復原路線行駛。
- 2019年9月10日：因應臺中市大里區仁化路雨水下水道改善後續工程（第二期）已完工，恢復原行駛路線。
- 2021年4月25日：烏日公車南站啟用調整行駛動線，不再停靠「高鐵臺中站」，改停靠「新烏日車站」。

## 路線基本資料
全程行車里數約17.1公里，全程行車時間約60分鐘。往朝陽科技大學43站，往新烏日車站39站。
自新烏日車站起，沿新興路、中山路、復興路、文心南路、德芳路、德芳南路、立元路、甲堤南路、仁化路、成功二路、成功路、塗城路、美群路、錦州路、吉峰路、民生路、吉峰東路到朝陽科技大學。

### 時刻表
- 時刻表僅供參考，請以臺中客運網站公告為準。

| 台中市公車133路平日時刻列表 | 台中市公車133路平日時刻列表 | 台中市公車133路平日時刻列表 | 台中市公車133路平日時刻列表 |
| --------------------------- | --------------------------- | --------------------------- | --------------------------- |
| 新烏日車站開時刻            | 新烏日車站開備註            | 朝陽科技大學開時刻          | 朝陽科技大學開備註          |
| 06:30                       | -                           | 06:30                       | -                           |
| 07:40                       | -                           | 07:40                       | -                           |
| 09:40                       | -                           | 08:50                       | -                           |
| 10:00                       | -                           | 11:00                       | -                           |
| 12:30                       | -                           | 12:30                       | -                           |
| 13:30                       | -                           | 13:30                       | -                           |
| 14:30                       | -                           | 14:30                       | -                           |
| 15:30                       | -                           | 15:30                       | -                           |
| 17:00                       | -                           | 16:40                       | -                           |
| 17:50                       | -                           | 18:20                       | -                           |

| 台中市公車133路例假日及國定假日時刻列表 | 台中市公車133路例假日及國定假日時刻列表 | 台中市公車133路例假日及國定假日時刻列表 | 台中市公車133路例假日及國定假日時刻列表 |
| --------------------------------------- | --------------------------------------- | --------------------------------------- | --------------------------------------- |
| 新烏日車站開時刻                        | 新烏日車站開備註                        | 朝陽科技大學開時刻                      | 朝陽科技大學開備註                      |
| 08:00                                   | -                                       | 08:00                                   | -                                       |
| 09:00                                   | -                                       | 09:00                                   | -                                       |
| 10:00                                   | -                                       | 10:00                                   | -                                       |
| 11:00                                   | -                                       | 11:00                                   | -                                       |
| 12:30                                   | -                                       | 12:30                                   | -                                       |
| 13:30                                   | -                                       | 13:30                                   | -                                       |
| 14:30                                   | -                                       | 14:30                                   | -                                       |
| 15:30                                   | -                                       | 15:30                                   | -                                       |
| 16:30                                   | -                                       | 16:30                                   | -                                       |
| 18:00                                   | -                                       | 18:00                                   | -                                       |

### 配置車輛
2015年6月之前：306-FX、496-FX~498-FX、630-U8、642-U8
2015年6月開始：552-U8~556-U8 (皆為金旅XML6125CL三門低底盤)

### 收費
- 依里程計費；刷電子票證10公里免費。
- 里程計費說明：
  - 基本里程：8公里。
  - 基本里程票價全票20元、半票11元。
  - 超過基本里程（8公里）計費方式：
    - 全票=[2.431 x 搭乘里程數x （1+5%營業稅）] （四捨五入）
    - 半票=[2.431 x 搭乘里程數x （1+5%營業稅）] x 50% （四捨五入）

  - 兒童、老人、身心障礙者及其陪伴者依規定半票收費。

### 停站
參見右側路線圖。